# Perforadora

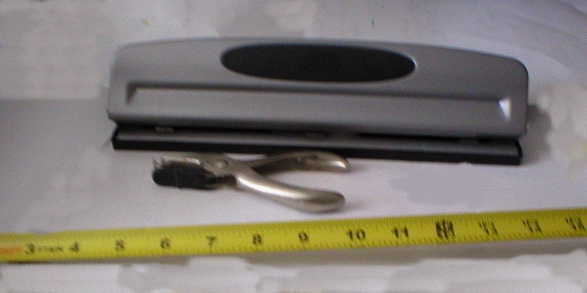
Una perforadora de 3 agujeros y otra de uno frente a una cinta métrica para dar una noción de su tamaño.

Una ilustración que muestra cómo funciona una perforadora.

Una perforadora o taladro de papel es un accesorio de oficina habitual que se emplea para practicar perforaciones en hojas de papel, a menudo con el propósito de unir las hojas con anillas.

## Historia
Algunos estudios afirman que la perforadora surgió en Alemania, en 1886, cuando fue patentada por Friedrich Soennecken. No obstante, en 1885, el coleccionista de entradas Benjamin Smithemy de  Massachusetts (Estados Unidos), creó un artilugio similar para marcarlas.
En 1893, el estadounidense Charles Brooks patentó otra perforadora con un procedimiento mejorado.

## Mecanismo

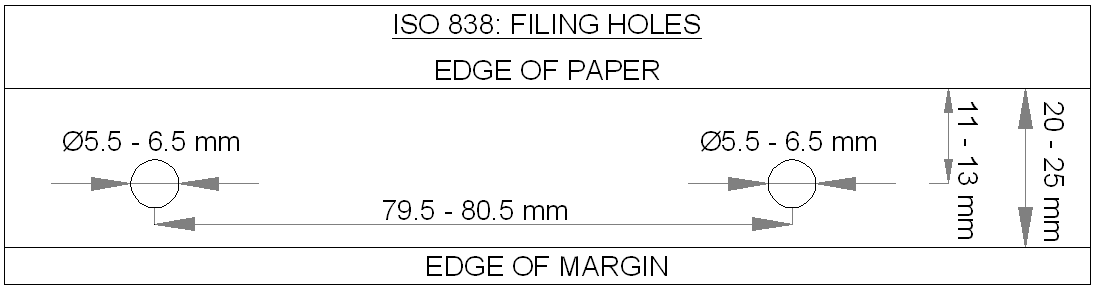
Una ilustración que muestra la posición y tamaño de las perforaciones.

Una perforadora típica, sea de un agujero o de múltiples, tiene una larga palanca que se usa para ejercer presión sobre un cilindro afilado que traspasa una o varias hojas de papel. Como la distancia que recorre el cilindro es unos pocos milímetros puede situarse a un centímetro del fulcro de la palanca. Para números de hojas reducidos, la palanca no hace falta que sea mayor a 8 cm para poder ejercer la fuerza suficiente.
Las perforadoras industriales —para cientos de hojas— tienen brazos mucho más largos, pero siguen el mismo funcionamiento.

## Estándares

### Internacional

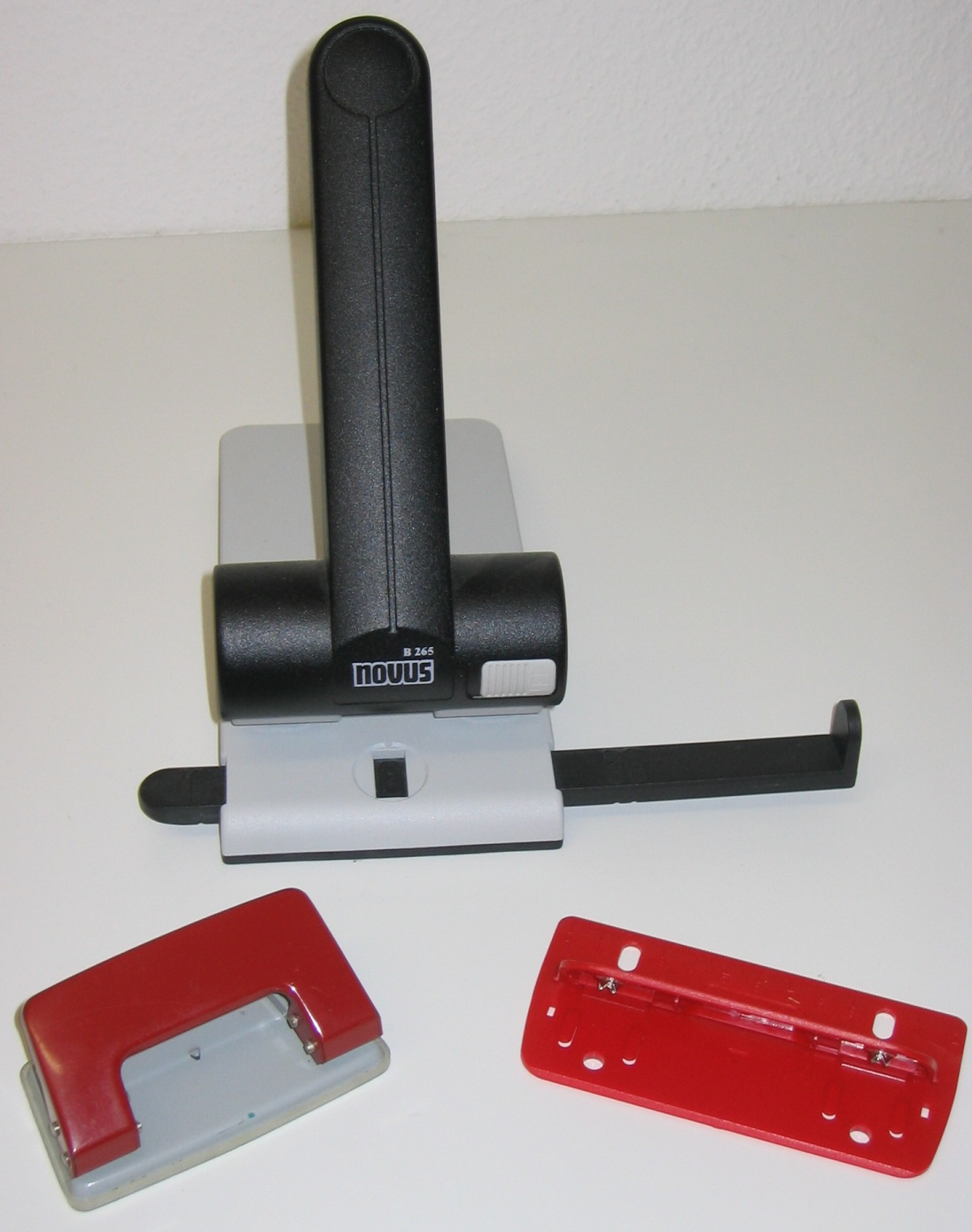
Tres tamaños diferentes de perforadoras con dos tipos de agujeros.

El estándar más habitual para el tamaño y la posición de las perforaciones es el Estándar Internacional ISO 838. Se practican dos agujeros con un diámetro de 6±0.5 mm en el papel. Sus centros están separados 80±0.5 mm y están a una distancia de 12±1 mm del borde más cercano. Las perforaciones están situadas simétricamente en relación con el eje de la hoja.
Todos los formatos de papel que tienen al menos 100 mm de largo (ISO A7 o mayores) pueden perforarse usando este sistema. Se pueden practicar perforaciones ISO 838 en documentos impreso con un margen de 20 a 25 mm.
Hay un estándar de cuatro agujeros compatible con ISO 838 pero no especificado por ISO 838 que se usa profusamente. Los dos agujeros adicionales están situados 80 mm sobre y por debajo de los dos ya especificados. El uso de dos agujeros adicionales proporciona una mayor estabilidad.

### Norteamérica

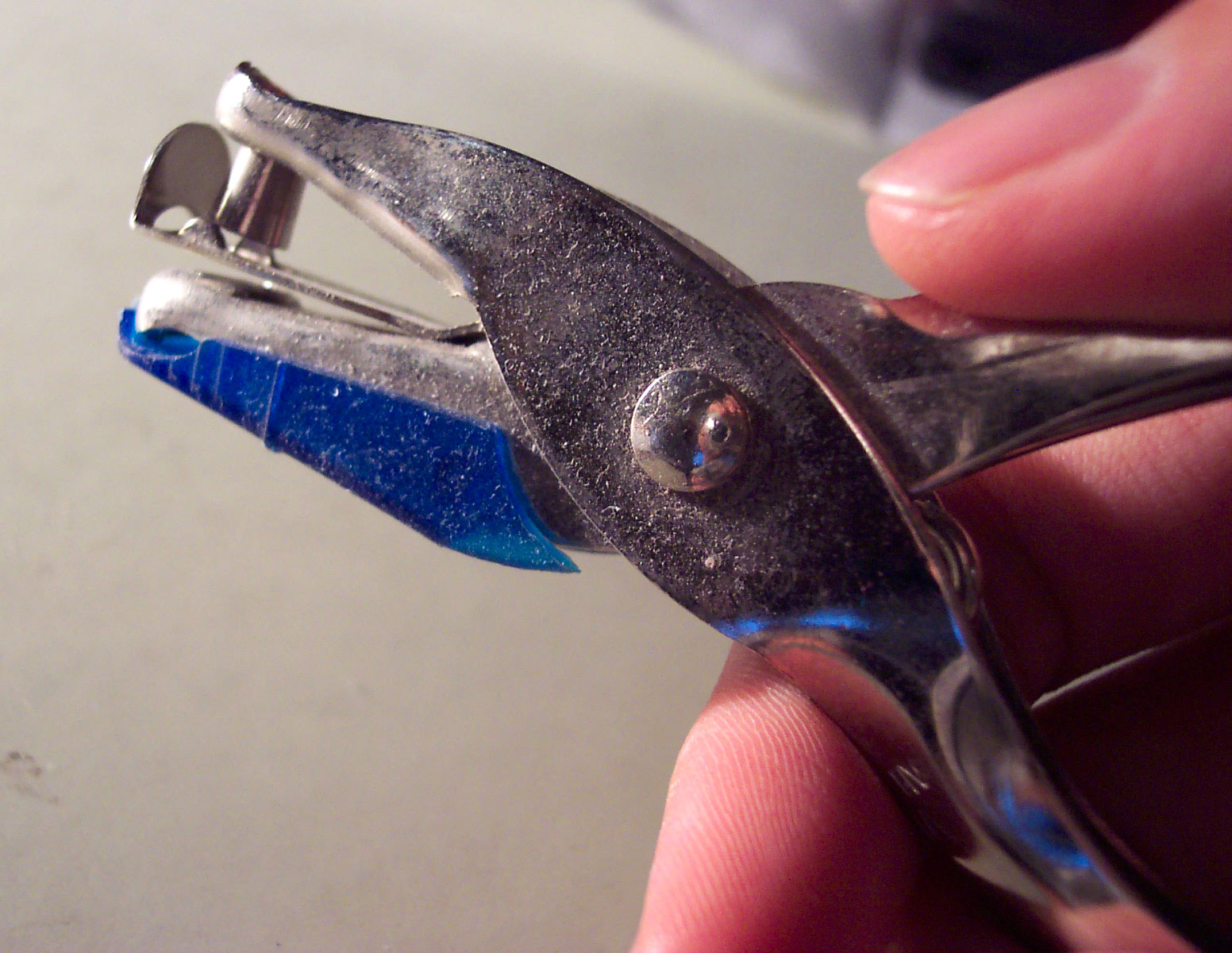
Perforadora de un agujero.

En los Estados Unidos y, en parte, en México y Canadá se emplea frecuentemente un estándar de tres perforaciones. Los agujeros se disponen simétricamente, con los centros separados por 108 mm. El diámetro de los agujeros es de alrededor de 1/4 de pulgada (6.35 mm) y la distancia al papel de otro 1/4 (6.35 mm) de pulgada.
Este estándar solo puede aplicarse a formatos de papel de una altura superior a 240 mm. Es incompatible con ISO 838.
En los Estados Unidos se emplea un estándar de dos perforaciones a menudo. Los dos agujeros se sitúan simétricamente, con los centros a 2.75 pulgadas (6.985 centímetros) de distancia. Este estándar es también incompatible con ISO 838.

### Suecia
En Suecia se emplea casi exclusivamente un estándar de cuatro agujeros llamado triohålning. Los centros de los agujeros están en las coordenadas 21 mm, 70 mm y separados por 21 mm.
Este estándar es incompatible con ISO 838.

## Usos de las perforaciones

### Perforadoras de un solo agujero

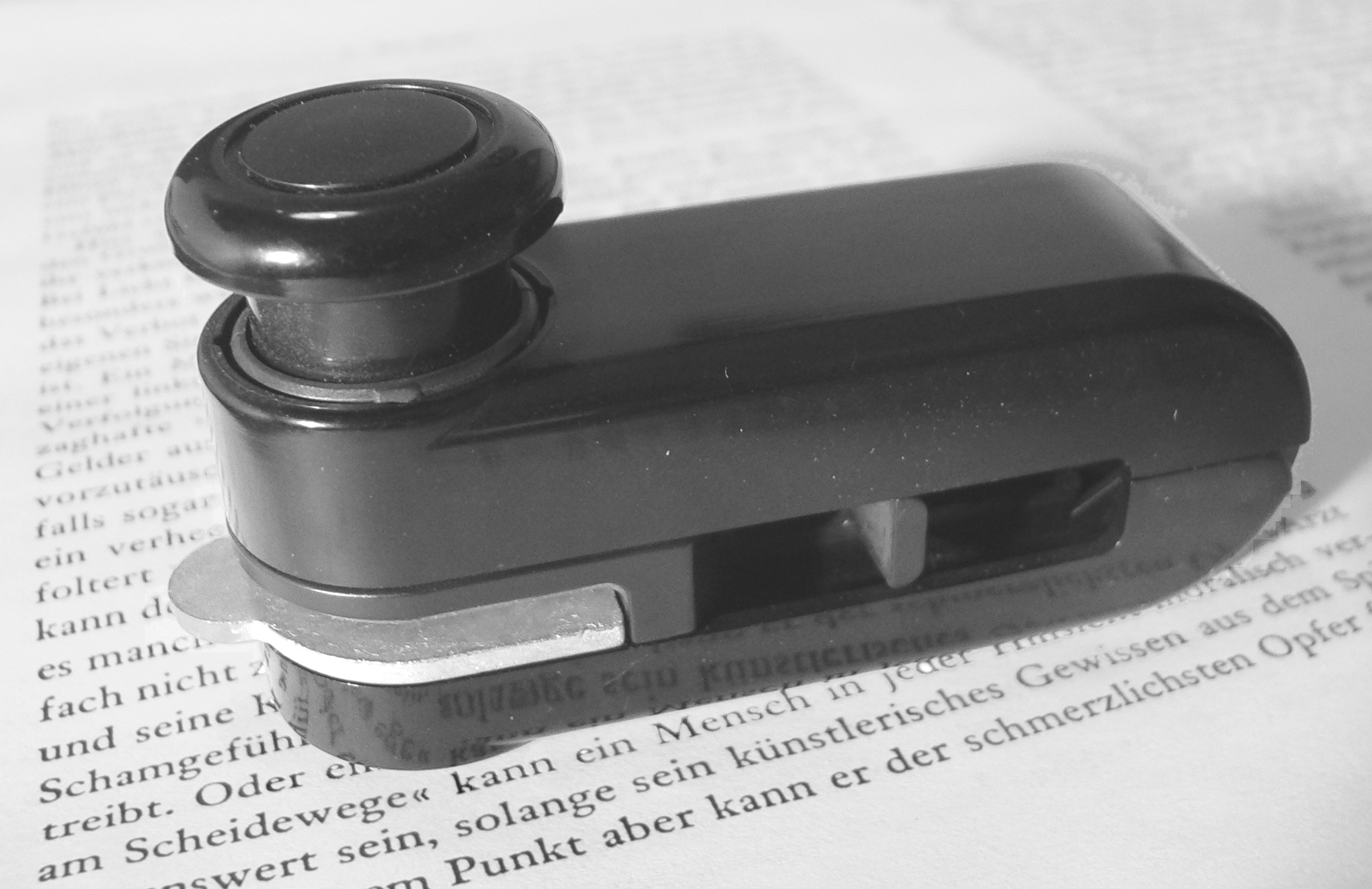
Perforadora de un solo agujero para papel.

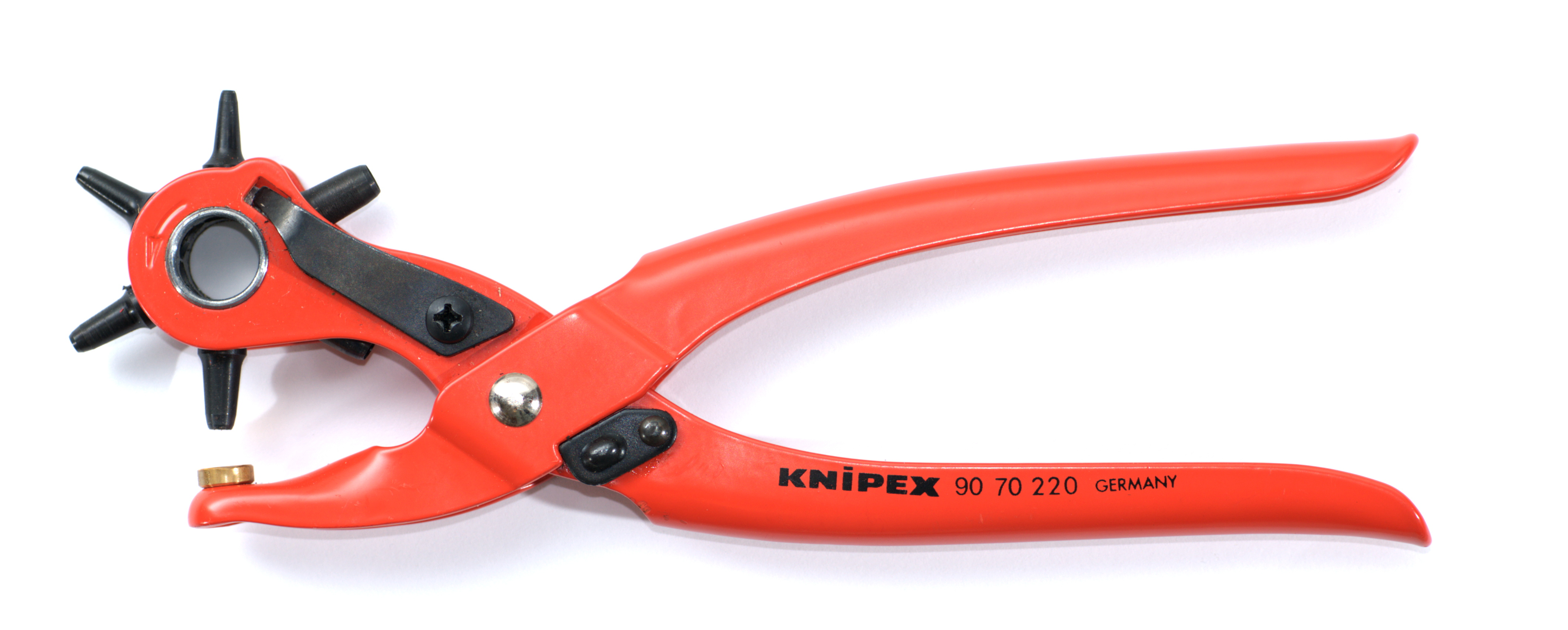
Sacabocados:Perforadora de un solo orificio para cuero, tela o plástico delgado.

Las perforadoras de un solo agujero se usan a menudo para marcar entradas o tíquets, lo que indica que el título ha sido usado.
Hay perforadoras que practican orificios de con varias formas geométricas o incluso siluetas de objetos u animales. Se emplean para perforar agujeros decorativos a lo largo de los bordes de las esquinas del papel, así como para hacer confeti.

#### Perforadoras eyelet
Otra herramienta relacionada es la perforadora eyelet. Es una perforadora de un solo agujero que además inserta un sujetapapeles metálico en el agujero. Se emplea para asegurar permanentemente la unión de varias hojas.

### Perforadoras de múltiples agujeros
Hay perforadoras que pueden practicar de uno a ocho agujeros de una vez. Su situación cuadra con el espaciado de las anillas.
Con pocas excepciones, las perforadoras de dos y cuatro agujeros coherentes con ISO 838 son la norma.
En los Estados Unidos la perforadora de tres agujeros es la más común, seguida por la de dos agujeros.
Hay modelos de oficina disponibles para perforar de 1 a 150 hojas de papel, y los modelos industriales pueden perforar hasta 470 hojas. La mayoría de las perforadoras múltiples así como muchas de un solo agujero acumulan el papel sobrante en cámaras que deben ser periódicamente vaciadas para poder seguir usando la perforadora.